# Световна революция
Световната революция (или Световната пролетарска революция, по-сетне и Световна социалистическа революция) представлява марксистка концепция, в чиято основа стои идеята за свалянето на капитализма, посредством осъществяването ѝ във всички страни по света на различни етапи. Би могло да бъде прието, че годините непосредствено след края на Първата световна война са периодът, в който светът достига най-близо до осъществяването на тази концепция. В рамките на марксизма, подробното описание на Ленин на концепцията на Маркс за пролетариата, описанието му на империализма, както и теориите на Троцки по отношение на корупцията в Съветския съюз през сталинизма, се предлагат няколко обяснения по повод на това защо световната социалистическа революция не би могла да бъде осъществена. След края на Втората световна война доктрината е изоставена за сметка на по-късно появилата се доктрина за мирно съвместно съществуване, просъществувала чак до разпадането на социалистическия лагер през 1989 – 1991 г.

## Същност и цели на концепцията за Световна пролетарска революция
Световната социалистическата революция представлява най-висшата форма на социална революция, на осъществяване на прехода от капиталистическия социално-икономически строй, към комунистическия. Октомврийската революция от 1917 г. поставя началото на редица социалистически революции. Целите, заложени в концепцията за световна революция са, както деструктивни, така и конструктивни: завземането на властта от работническата класа в световен мащаб, унищожаването на предишния държавен апарат, установяването на система, при която икономическите и социални процеси са съзнателно управлявани, прекратяването на съсловните и национални антагонизми, както и на експлоатацията на човек от човека, развитието на социалдемокрация, както и осъществяването на културна революция. За разлика от всички предходни социални революции, които само променят формата на експлоатация, в основата на концепцията за световна социалистическа революция стои идеята за радикална промяна в развитието на обществото, бележеща началото на прехода от миналото на човечеството към неговата реална история. Така в най-широк смисъл, в основата на концепцията за световна революция стои идеята за предаването на властта в целия свят в ръцете на работническата класа и установяването на диктатура на пролетариата.
Основоположниците на марксизма и ленинизма считат, че отличителният белег на социалистическата революция се състои в способността ѝ да доведе до окончателно скъсване с миналото. Според К. Маркс, социалистическата революция „не може да почерпи поезията си от миналото, а само от бъдещето... Предишните революции изискваха пресъбирането на световната история, за да осмислят своето съществуване“. Социалистическата революция няма нужда от подобни илюзии и „трябва да настъпи като носител на свое собствено съдържание“. Поради обхвата и дълбочината на трансформациите, които ще бъдат предизвикани, подобна революция изисква съзнателното участие на масите. Както Енгелс отбелязва: „Времето на изненадващи атаки, революции, поднесени от малцинства, вече е отживелица. Когато става въпрос за пълната трансформация на социалната организация, масите също трябва да бъдат част от това, тялом и духом.“ Ленин поставя ударение върху това, че световната революция „може да бъде успешно осъществена само, ако по-голямата част от населението и най-вече – работническата класа, се включи в независимата творческа работа, пишейки историята“.
Според марксизма икономическата основа за такъв тип революция е конфликтът между социалния характер на производството и частната капиталистическа форма на присвояване. След достигането на огромни размери и високо ниво на социализация в условията на капитализма, производителните сили влизат в конфликт със съществуващите производствени отношения. Това основно противоречие само по себе си не води до автоматичния срив на капитализма. Капиталистическите производствени отношения показват известна устойчивост на обективните потребности на производствените сили. Капиталистическата собственост се развива от лична частна собственост до собственост на държавния монопол, като по този начин става възможно по-нататъшното развитие на производителните сили в рамките на капиталистическия начин на производство. Този процес е диалектически: въпреки че мобилизира всички ресурси на капиталистическата система, той изостря противоречията ѝ и води до съзряването на предпоставките за установяване на социализма. В допълнение към необходимите обективни условия, световната революция изисква и достатъчното развитие на субективния фактор – активната и съзнателна борба на работническата класа и на всички трудещи се за социализма, както и наличието на революционни марксистки партии на работническата класа. Целта на тези партии е да създадат социалистическо съзнание у пролетариата, да образоват и организират масите, да формулират стратегията и тактиката на класовата борба и да предоставят политическо водачество при осъществяването на революциите.
Основното противоречие на капитализма се доказва в сферата на междукласовите отношения като антагонизъм между труд и капитал, между пролетариат и буржоазия. Така световната революция трябва да започне от класовата борба на работническата класа, чието положение в системата на капиталистическите производствени отношения се превръща в основен за нея мотив и ѝ дава хегемония в бъдещата революция. Обединението на работническата класа с други, непролетарски слоеве на трудещите се, е необходимо за победата на революцията. Във всички успешни социалистически революции, селячеството е основен съюзник на работническата класа. Социалистическата революция служи на основните интереси на трудещите се селяни. Към момента, в който концепцията за световна революция започва да набира инерция, населението на Азия, Африка и Южна Америка се състои главно от селско население. Ето защо основоположниците на идеята считат, че за да пожъне тя успех, то налице трябва да бъде съюз между работническата класа и селячеството.
Едновременно с това се наблюдава постоянен ръст и засилващо се влияние на научно-техническата интелигенция и други групи интелектуални работници в напредващите капиталистически страни като следствие от научно-техническата революция. Основните икономически и политически интереси на мнозинството от интелигенцията са тясно свързани с тези на работническата класа. Така потенциалният съюз между работниците, извършващи, както ръчен, така и интелектуален труд, би се превърнал в могъща сила в борбата срещу монополите в световен мащаб. Идеолозите на световната революция считат и че е необходимо да бъде привлечена и подкрепата на средната класа.
Работническата класа, селячеството, както и други социални слоеве, които биха имали полза от унищожаването на капитализма и установяването на социализъм, представляват социалната база, която ще породи политическите сили на световната революция. Най-важният акт на социалистическата революция е завземането на властта от работническата класа и установяване на диктатура на пролетариата. Този акт изисква наличието на национални кризи, които биха възникнали като следствие от революционните ситуации. Ленин счита, че това е основният закон на всяка велика революция.
Формата на революцията зависи от конкретните исторически условия и от баланса на класовите сили в страната. Така социалистическата революция в отделните страни може да бъде, както мирна, така и насилствена. По време на Великата октомврийска социалистическа революция, нейното мирно осъществяване е невъзможно. За сметка на това, сравнително мирни социалистически революции настъпват постепенно в редица европейски държави след Втората световна война.
Световната социалистическа революция представлява единство в многообразието. Така Великата октомврийска социалистическа революция носи печата на историческото развитие на Русия. Демократичните революции, осъществени в редица европейски държави също имат своите отличителни характеристики. Социалистическите революции в Китай, Корея, Виетнам и Куба също се развиват по собствен, характерен начин. Въпреки това, световният революционен процес е своеобразна базисна единица. Така всяка социалистическа революция е компонент от световната социалистическа революция. Теорията, която се занимава с общите закономерности на социалистическата революция и на световния революционен процес, е приложима за всички страни по отношение на прехода им от капитализма към социализма. Въпреки това, различните исторически условия във всяка страна изискват общите принципи на революционната теория да бъдат прилагани, както Ленин се изразява, по начин, който „правилно ще модифицира тези принципи в конкретните условия, правилно ще ги адаптира и прилага по отношение на националните и национално-държавните особености.“

## Историческо развитие

### В довоенния период
Доктрината на световната пролетарска революция е основен постулат на довоенния (до 1914 г.) марксизъм, въплътен в лозунга на К. Маркс и Ф. Енгелс: “Пролетарии от всички страни, съединявайте се!“. Същината на доктрината в този период се състои в това, че според мнението на Маркс и Енгелс, отчужденият от средства и оръдия на производство европейски и световен пролетариат, ставайки в резултат от прогреса на капитализма болшинството от населението на промишлено развитите страни на Западна Европа и Северна Америка, рано или късно ще осъществи социалистическата революция във всички страни едновременно или отначало в няколко – най-съзрелите. При това всяка от тези пролетарски революции автоматично ще послужи за детонатор на следващите социалистически революции, вливайки се в тяхната непрекъсваща верига – единната световна пролетарска революция.
Смята се също, че идеологията на пролетарския интернационализъм няма да има нищо общо с традиционната концепция на нациите и националния патриотизъм, че пролетариатът няма отечество – „той няма какво повече да губи освен веригите си“; „той ще притежава целия свят“.

### По време на Октомврийската революция и през ленинизма
След края на Първата световна война, надеждите на болшевиките за настъпването на социалистическа революция, която да обхване целия свят, остават. Така след настъпването на Октомврийската революция през 1917 г. социалдемократите, заемащи левия фланг на Втория интернационал започват да образуват комунистически партии или леви крила и групи в социалдемократическите партии. Случващото се в Русия значително увеличава броя на поддръжниците на болшевиките и така през 1919 г. те поканват съмишлениците си от цял свят на международна конференция, открита на 2 март 1919 г. В резултат от това, на 4 март 1919 г. конференцията се превръща в Учредителен конгрес на Третия комунистически интернационал.
Така болшевиките продължават да таят надежда за избухването на световна социалистическа революция, вярвайки че тя временно е прекъснала своето развитие, но отново започва да набира сили, тъй като се предизвиква от обективни фактори и закономерности. Вярата, че световната революция е възможна ясно личи и в думите, изречени от Ленин при откриването на международната конференция на 2 март 1919 г., когато той уверява присъстващите, заявявайки: „Нека буржоазията още свирепства, нека тя още избива хиляди работници – победата е наша, победата на световната комунистическа революция е осигурена“, и завършва: Да живее международната република на пролетарските Съвети!“. Убедеността на Ленин в победата на комунизма на световно ниво личи и от думите му при закриването на конгреса на 6 март 1919 г.:
„Победата на пролетарската революция в целия свят е осигурена. Наближава основаването на международната Съветска република.“
Основаването на Коминтерна е окачествено от Ленин като „преддверие на интернационалната република на съветите, на международната победа на комунизма“.
Основната пречка, която трябва да се преудолее по пътя към постигането на световната революция, според болшевиките, е световната социалдемокрация. Така „необходимото предварително условие“ за „победоносната борба е разривът не само с преките лакеи на капитала и палачите на комунистическата революция“ – „десните социалдемократи“, но и разривът с „центъра“(кауцкианците).
Конгресът също така приема и Манифест към пролетариата от цял свят, написан от Троцки и обявен от Зиновиев за „втория комунистически манифест“ след Манифеста на Маркс и Енгелс. В съставения от Троцки манифест на Интернационала се казва: ”...националната държава, давайки мощен импулс на капиталистическото развитие, става прекалено тясна за развитието на производителните сили... Пред нас, комунистите, стои задача да облекчим и ускорим победата на Комунистическата революция в цял свят.” В Устава на Коминтерна той е обявен за „единна световна комунистическа партия“ със секции в отделните страни; за негова основна цел е посочено събарянето с всички средства „на международната буржоазия и създаването на международна Съветска република – преходен стадий към пълното унищожаване на държавата“.
През 1921 г. в Коминтерна се обсъжда въпросът за забавянето на темповете на развитие на световната пролетарска революция, както и за целите на комунистическите партии в новосъздалата се обстановка. На десетия конгрес на болшевишката партия през март 1921 г. Зиновиев счита, че световната революция само е забавила своя темп и комунистите, дори и малко на брой, ще я осъществят.
На третия конгрес на Коминтерна, състоял се през 1921 г., според Троцки, ако през 1919 г. болшевиките са смятали, че победата на тази революция е въпрос на месеци, то сега за победата ѝ може би ще са необходими няколко години. В реч за тактиката на болшевишката партия Ленин признава, че когато са започвали Октомврийската революция, са мислели, че или веднага, или поне много бързо ще настъпи революция в останалите страни, капиталистически по-развити. Сега новата обстановка изисква поставянето на нови задачи пред комунистическите партии – на първо място да спечелят мнозинството от работническата класа за своите идеи. И отново главна пречка в изпълнението на тази задача е социалдемокрацията, която води след себе си това мнозинство. Тръгнали по пътя на тоталитаризма – на самостоятелно управление на Русия, не само без подкрепата на други политически сили, но и унищожавайки ги, болшевиките налагат своите методи на борба за власт като модел за борба за власт и в демократични държави, дори и в колониите, където не само няма комунистически партии, но няма и национална буржоазия.
Да се спечели за идеите на Коминтерна мнозинството от работническата класа „на книга“ е лесно, а в живота се оказва невъзможно.
За болшевистките ръководители на Октомврийската революция от 1917 г. тя представлява само първият етап или първото звено от световната революция, чиято ера тя открива. През 1917 г. за тях това е въпрос на няколко месеца. След 5 – 6 години се превръща във въпрос на няколко години. Но всъщност се сменят само сроковете за осъществяването ѝ, а не самата прогноза или оценка на епохата. През 1915 г. Ленин счита, че империалистическата война е открехнала вратата към социалистическата революция. Той напомня за това в един от своите последни текстове („За нашата революция“, от 16 януари 1923 г.), според който революцията е пряко свързана с първата световна империалистическа война. Когато Ленин, намирайки се на 4 април в Петроград, възкликва:“Да живее световната социалистическа революция!“, той изрича не сантиментално пожелание, а прави политическа прогноза, основаваща се на анализа за развитието на световния капитализъм. В своя труд „Империализмът като висш стадий на капитализма“, написан в началото на 1916 г., той утвърждава, че концентрацията на капитал в големите банки, контролирани от монополите, засилва максимално всички социални антагонизми и следователно открива периода на острата криза на „паразитния и загниващ капитализъм“, че империализмът е търговска война, а войната е не проосто завземане на всички големи парчета от световния пазар, който все повече се стеснява; войната води към разрушаване на производителните сили; става източник на световна война, война „заради разделението на света и преразпределянето на колониите, сферите на влияние, финансовия капитал". Следователно Ленин разглежда руската революция не като чисто руско явление, имащо своите корени в специфичната руска действителност, а като руска форма на световното движение, обусловено от разнообразното и неравномерно развитие на страните. Затова той винаги, явно или не, свързва своите предложения в областта на вътрешната политика със стратегията на световната революция.
Започвайки от декември 1924 г., когато Сталин ”изобретява” прословутата теория за построяването на социализма в една страна отделно от международното разделение на труда, в СССР се смята като правило на добрия тон да се утвърждава обратното: че с въвеждането на НЕП (нова икономическа политика), Ленин е започнал да се отдалечава от перспективата (на утопическата) световна революция, от която той фактически се отказва към края на живота си и, за която се хваща Троцки, който мечтае системно да разпространява революцията с всички средства, в това число и военни.
Последният публикуван ленински текст „По-добре да е по-малко, но да е по-добре“ напълно опровергава това утвърждение. В този труд, насочен срещу ръководената от Сталин Работническо-селска инспекция, той посочва, че пред СССР стои целта да се задържи до победата на социалистическата революция в по-развитите страни. Той неизменно се връща към мъчителния въпрос: “Ще можем ли да се задържим при нашето дребно селско производство, при нашето разорение дотогава, докато западноевропейските капиталистически страни завършат своето развитие към социализъм?“
И добавя: „Интересна ни е онази тактика, към която трябва да се придържаме ние... за да попречим на западноевропейските контрареволюционни страни да ни задушат.“ Целта се състои в това „да обезпечим нашето съществуване до следващия военен сблъсък... да оцелеем.“ И той предлага минимален и изключително скромен план: да се обезпечи това съществуване до момента, чието настъпване не може да се предскаже, но което трябва да се подготвя, когато победата на революцията в Европа ще отпусне примката и ще открие пред Съветска Русия нови възможности. Основа на тази хладнокръвно формулирана програма за оцеляване става историческата перспектива за световна революция: „не може да има и сянка от съмнение в това какво ще бъде окончателното решение на световната борба“, решение, което той смята за по-далечно, отколкото изглежда през 1917 г., но въпреки това необходимо и неизбежно.
Анализът, правен от Троцки на световната революция, е основан главно на същите предпоставки, както и при Ленин. И в това безусловно е причината за тяхното сближаване през 1917 г. – след толкова години остра полемика по въпросите на партийното строителство.
Когато на 10.10.1917 г. Ленин поставя за гласуване резолюцията, която предлага да се вземе властта чрез въоръжено въстание, той изхожда от „международното положение на руската революция“ и от това, че „революцията в цяла Европа ще стане тласък към световната социалистическа революция." Едно от първите последствия на Октомврийската революция става, следователно, създаването на политически щаб на световната революция – Комунистическия Интернационал.
На Учредителния конгрес на Коминтерна през март 1919 г. Ленин заявява: ”Международната световна революция започва и се засилва във всички страни”. В съставения от Троцки манифест на Интернационала се казва: ”...националната държава, давайки мощен импулс на капиталистическото развитие, става прекалено тясна за развитието на производителните сили(...) Пред нас, комунистите, стои задача да облекчим и ускорим победата на Комунистическата революция в цял свят.”
След три години в своя доклад на IV конгрес на Коминтерна Ленин определя перспективите на световната революция като „благоприятни“. За да станат още по-добри, чуждестранните другари „...трябва да се учат, за да постигнат организация, построяване, метод и съдържание на революционната работа“. Малко по-рано, през юли 1921 г., Троцки, веднага след III конгрес на Коминтерна привлича вниманието на партийния актив на Москва към трудностите на световната пролетарска революция, необходима, но не неизбежна. Разбира се в световен мащаб развитието на производителните сили не може повече да става в рамките на капитализма, но отчита и че буржоазията все още представлява най-мощната социална класа. Следователно, пред Интернационала стои голяма, трудна и изискваща дълго време задача.
На 28 юли 1924 Троцки в своята реч „За перспективите на международното развитие“ подчертава, че производителните сили в света отдавна са съзрели за социализма, но липсва последният субективен фактор: съзнанието на хората изостава. Тоест съществува противоречие между материалните условия на социализма (вече съзрели достатъчно на настъпването му) и изоставането на политическите условия (съзнателност, организираност)
Първата световна война (1914 – 1918) несъмнено нанася силен удар на доктрината за световна социалистическа революция: пролетариите тръгват с оръжие в ръка един срещу друг, защитавайки своето национално отечество. Но левите социалдемократи, цимервалдисти, виждат в това не проява на дълбоки явления, не депролетаризация на работническата класа от световен образец, а изключително субективен фактор – предателството от лидерите на II Интернационал, на класовите интереси на световния пролетариат. Що се отнася до болшевиките, то те доктринално до 1921 г. разглеждат Октомврийската революция като начало на световната пролетарска революция.
Точно така преценят развитието на революционните събития в Европа през 1917 – 1920 г. (макар и да се различават в частност от болшевиките) и всички леви социалисти.

### Между Първата и Втората световна война и след края им
Вътрешната и външната политика на болшевиките през 1918 – 1920 г. се провеждала строго „по Маркс“: тотална национализация и предаване в ръцете на работниците на заводите и фабриките, а земята – на селяните; пълна ликвидация даже на дребната частна собственост, отмяна на частната търговия, фактическа отмяна на парите и преход към директно разпределяне на продуктите. През 1920 г. бива внедрена нова, некапиталистическа организация на труда: всеобща трудова повинност без традиционната заплата (заменена от продуктов и стоков дял), милитаризация (военна организация) на производствените отношения (по-късно това ще се повтори и в китайските комуни), безплатно ползване на жилище, транспорт, социални услуги. По-късно Троцки, главният пропагандатор на този тип организация, ще я нарича „военен комунизъм“, макар че редица учени считат, че по-правилно би било тя да бъде наричана – „казармен комунизъм“.
Аналогично се строи и външната политика. Такъв вид марксизъм обаче се оказва невъзможен на практика. Първият удар е нанесен през лятото на 1920 г. в Полша: полските работници посрещат пролетарската Червена Армия на щик. ”Чудото на Висла” – разгромът на Червената Армия, отстъплението до Минск, Рижският мир от 1921 г. и отделянето от Съветска Русия на Западна Беларус и Западна Украйна (до септември 1939 г.) отново възраждат образа на събитията от 1914 г. – пролетариите на една страна (Полша), воюващи с пролетариите на друга страна (Русия). Не по-добри резултати дава и въвеждането на комунизма ”отгоре” и в самата Съветска Русия. А. Н. Яковлев, секретар на ЦК на КПСС, през 1988 г. дава следната оценка на режима на военния комунизъм: „За Ленин бе жестоко мъчително да осъзнае, че Маркс и Енгелс са сгрешили в моделирането на нестоковия, непазарен начин за производство. Хипотезата не премина проверката на живота, „военният комунизъм“ бе грешка, следствие на принудителната нестокова утопия.“
От края на 1920 Ленин преразглежда ортодоксалните марксистки постулати и набелязва контурите на нов следмарксов модел на социализма, който условно нарича НЕП – нова икономическа политика. Главното в НЕП не е пречупването на предишната капиталистическа база (като при Маркс), а нейното регулиране. Ленин стига до принципния извод, различен от този на Маркс, че сами по себе си парите, стоката, пазарът, собствеността (тяхното преразпределяне) не водят нито към капитализъм, нито към социализъм: те са инструменти. Важното е кой управлява тези инструменти, кой и как разпределя крайния продукт. В аналогично направление вървят търсенията след Първата световна война на Запад и сред буржоазията (Дейвид Джордж, Уилсон Ерио), и сред социалдемократите (Едуард Бернщайн, Юлий Мартов, Леон Блум). Ленин гледа на НЕП само като на видоизменение на методите (от силата на оръжието към силата на икономиката) с цел борба за световна революция. Но обективно стратегията на НЕП води към икономическа конвергенция на двете системи: Западът – от класическия капитализъм на XIX век – към социализацията на XX век; Изтокът – от класическия ортодоксален марксизъм на XIX век – към капитализацията на XX век. Основата на тази икономическа конвергенция, Ленин вижда в системата на смесената икономика (държавно-частна).
Впоследствие Западът тръгва именно по този път, отначало изборно („новият курс“ на Рузвелт в САЩ, Народният фронт от 30-те години във Франция), а след Втората световна война – на широк фронт. В СССР този процес бива насилствено прекъснат през 1929 -1933 г. от поддръжниците на предишния ортодоксален, доленински марксизъм, начело със Сталин, който възражда репресивните методи на „военния комунизъм“.

### Краят на концепцията за световна социалистическа революция
Политиката на Сталин след 1934 г. използва само идеологията на доктрината за световна пролетарска революция за реализация на иначе напълно имперските интереси. Идеолозите на „сменовехството“ много точно определят тази политика като националболшевизъм.
На IV конгрес на Коминтерна при Ленин през 1922 г. е прието, че борбата със световния империализъм ще започне от този момент от „тила" чрез колониите. През 1923 – 1938 г. на колониите (Афганистан, Турция, Иран, Китай) се оказва голяма помощ от страна на СССР.
През 60-те години същата линия на външна политика се прилага по отношение на Африка и Азия, провеждана и от Никита Хрушчов. От този момент нататък, помощта, оказвана на развиващите се страни (страните от третия свят), се превръща в един от главните постулати (и финансови разходи) на СССР, като неговото преразглеждане започва едва по време на перестройката.
Последният голям рецидив на доктрината за световната пролетарска революция е войната в Афганистан. Извеждането на съветските войски оттам при едновременния отказ на Горбачов от последните постулати на тази доктрина (неизбежната гибел на капитализма, всеобщото въстание на колониалните народи и тяхната борба за социализъм, приматът на класовата борба в развитието на човечеството и т.н.), ознаменува третия етап от еволюцията на марксистките идеи към реализма, отказът от доктриналното видение на кардинално изменилия се след Карл Маркс свят.